# Wilki Morskie Szczecin
Il Wilki Morskie Szczecin è una società cestistica avente sede a Stettino, in Polonia. Fondata nel 2004, gioca nel campionato polacco.

## Roster 2023-2024
Aggiornato al 16 gennaio 2024.
|    | Naz.                   | Ruolo | Sportivo          | Anno | Alt. | Peso |  |
| -- | ---------------------- | ----- | ----------------- | ---- | ---- | ---- |  |
| 1  | Stati Uniti (bandiera) | P     | Avery Woodson     | 1993 | 188  | 86   |  |
| 2  | Polonia (bandiera)     | AP    | Artur Łabinowicz  | 1997 | 193  |      |  |
| 3  | Polonia (bandiera)     | P     | Andrzej Mazurczak | 1993 | 188  | 84   |  |
| 7  | Polonia (bandiera)     | P     | Mateusz Samiec    | 2005 | 190  |      |  |
| 8  | Polonia (bandiera)     | G     | Filip Matczak     | 1993 | 187  |      |  |
| 12 | Stati Uniti (bandiera) | G     | Jhonathan Dunn    | 1998 | 193  | 82   |  |
| 13 | Polonia (bandiera)     | AG    | Kacper Borowski   | 1994 | 205  | 82   |  |
| 21 | Stati Uniti (bandiera) | AG    | Tony Meier        | 1990 | 204  | 95   |  |
| 24 | Stati Uniti (bandiera) | C     | Morris Udeze      | 1999 | 205  |      |  |
| 25 | Polonia (bandiera)     | AG    | Michał Nowakowski | 1988 | 202  |      |  |
| 33 | Polonia (bandiera)     | C     | Maciej Żmudzki    | 1997 | 206  |      |  |
| 40 | Stati Uniti (bandiera) | A     | Zac Cuthbertson   | 1996 | 201  | 84   |  |

### Staff tecnico
| Allenatore: | Arkadiusz Miloszewski |
| Assistente: | Maciej Majcherek      |

## Palmarès
- Campionato polacco: 1

2022-2023
- Supercoppa polacca: 1

2023